# Samuel May Williams
Samuel May Williams (Providence, 4 de octubre de 1795 – Galveston, 13 de septiembre de 1858) fue un empresario y político estadounidense, conocido por su trabajo junto al también empresario  Stephen Austin. Cuando era adolescente, Williams trabajó en el negocio mercantil de su familia ubicado en Baltimore, Maryland. Williams pasaba su tiempo trabajando en América del Sur y en la ciudad de Nueva Orleans, Luisiana, aunque huyó de esta última debido a sus deudas. Llegó a Coahuila y Tejas en 1822, ya hablando y escribiendo en español y francés. En 1824, Austin contrató a Williams como empleado de su oficina, y después laboró como el secretario del ayuntamiento de San Felipe de Austin.

## Primeros años
Samuel May Williams nació en 4 de octubre de 1795 en Providence, Rhode Island, hijo de Howell Williams and Dorothy Wheat Williams Sus antepasados llegaron a América del Norte en los años 1630. Tuvo antepasados importantes, como un firmante de la Declaración de Independencia de los Estados Unidos y un presidente de la Universidad Yale. Samuel tuvo cuatro hermanos y tres hermanas. La casa de Williams incluyó muchos marineros y comerciantes. Su padre era capitán marinero y su tío, Nathaniel Felton Williams, era un comisionista en Baltimore. Samuel asistó a una escuela en Providence y después trabajó como aprendiz para su tío Nathaniel en Baltimore.
Williams salió de Baltimore para cuidar cargas de embarcaciones en Buenos Aires, Argentina. Se quedó en América del Sur para operar negocios. Dos historiadores estiman que llegó a Nueva Orleans en 1815, pero otra considera que no es posible. En 1818, Williams se hospedó en un hotel en el Distrito de Columbia y el año siguiente ya se encontraba trabajando y residiendo en Nueva Orleans.

## Carrera

### Tejas
Williams desembarcó en Tejas por primera vez antes de 1822, en la Isla de Galveston, en dónde vendía tabaco a la gente Karankawa. Abandonó New Orleans en mayo de 1822 para huir de sus deudas. El empresario Stephen Austin fundó una colonia en San Felipe, Tejas. Aunque Austin escribía en español, necesitó ayuda para registrar y mantener documentos oficiales para el gobierno estatal. Austin contrató a Williams en noviembre de 1823.

### Colonia de Austin

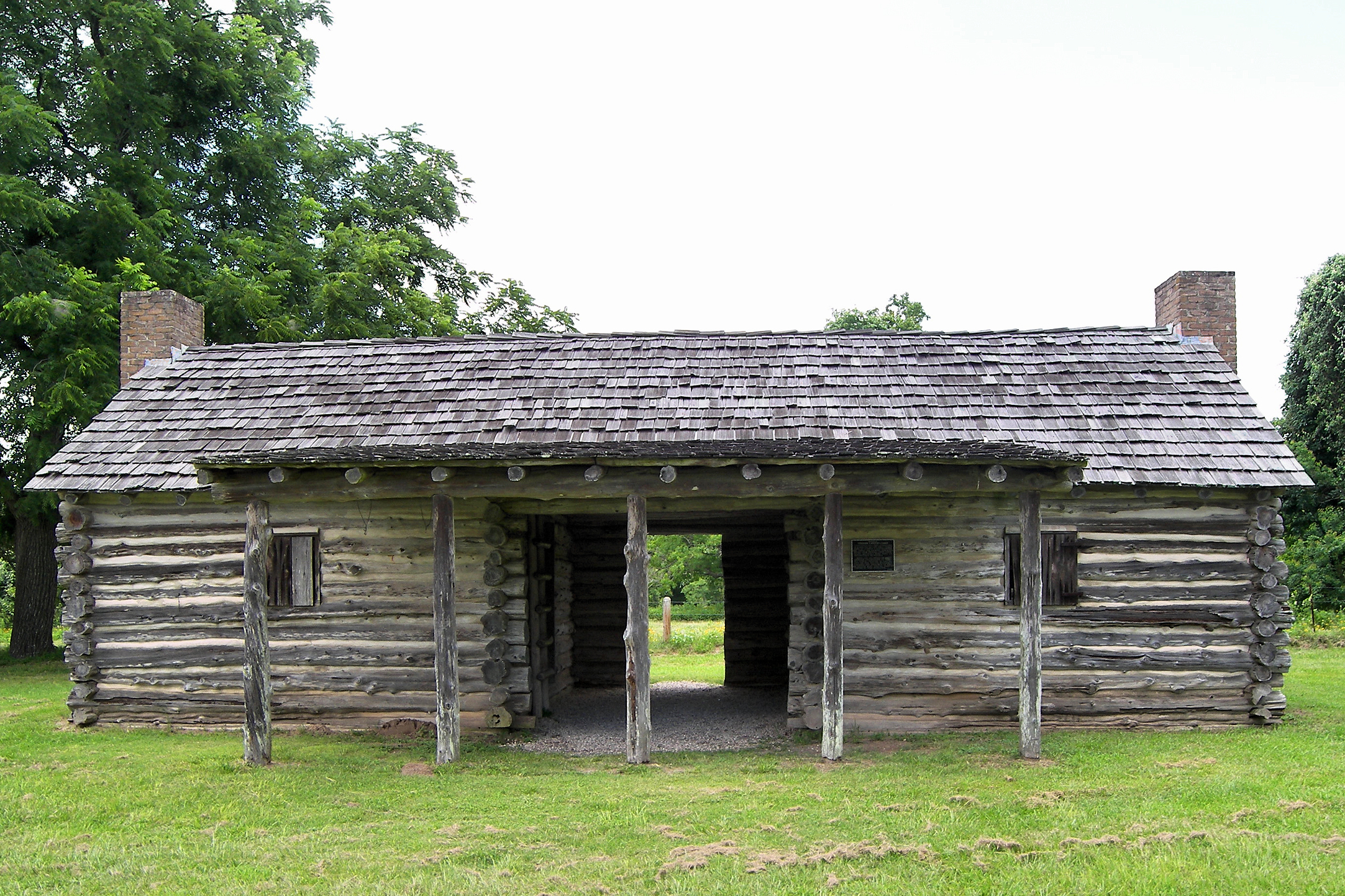
Casa de réplica en San Felipe de Austin, Texas

Austin primero contrató a Williams como traductor y empleado, cuyas habilidades lingüísticas, tanto en inglés como en español, eran necesarias para cumplir con sus responsabilidades. Su otro habilidad, y la más importante, fue la caligrafía perfecta. Todos los documentos eran registrados a mano y debían tener una escritura legible. En otoño de 1824, Austin nombró a Williams como Secretario de registros para la Colonia de Austin. El gobierno mexicano no había aprobado un ayuntamiento en la región, pero Austin informó a José Antonio Saucedo de su plan para crearlo. En el mismo año, Williams recibió la asignación de tierra por parte del gobierno mexicano, que incluyó dos leguas (cada una de 4428 acres) y tres labores (cada uno de 640 acres). También Austin le prometió un salario por año de 1000 dólares.
Williams tuvo mayores responsibidades en la Colonia de Austin. Él dirigió la Oficina de Tierra Pública y sirvió como administrador de los correos del año 1826. Fue secretario del ayuntamiento de 1828 hasta 1832. Esa position exigió que registrara los documentos oficiales y los enviara al gobierno estatal. Después, Austin reconoció las gran obras de Williams y le cedió 49 000 acres (200 km²) en Tejas. En total, Williams acumuló 9387 acres (37.99 km²) de bienes raíces en Tejas.

### Gobierno de Monclova
Una disputa política fomentó en México. El gobierno de Coahuila y Tejas bifurcó en dos facciónes con propias capitales. Las santanistas—la facción en favor del centralismo— mandaron Saltillo y las federalistas fundaron sus capital en Monclova. Durante reuniones con las federalistas en Monclova, Williams compró ciento leguas de tierra en Tejas noreste por una rata de descuenta de ochenta por ciento. Durante la viaje misma, él obtuvo una carta bancaria mientras estaba vendiendo 85,000 dólares de sus valores. Sin embargo, los anglo-tejanos, quienes formaron su gobierno propio in Tejas, anularon ese trato de la tierra y todos los grandes concesiones de tierras en noviembre de 1835.

### McKinney and Williams
En la primera parte de 1834, Williams formó con Thomas McKinney McKinney & Williams, un negocio de comisionistas. Ellos construyeron un almacén en Brazoria, Tejas, cerca del Río Brazos y el Golfo de México. En poco tiempo, se mudaron a Quintana, Tejas, a la boca del Río Brazos. Operaron barcas de vapor en el río y usaron el almacén nuevo para dirigir logísticas de carga entre el golfo y el río.

## Muerte y legado
En 13 de septiembre de 1858, Williams murió en Galveston. Se quedaron su esposa y cuatro hijos sobrevivientes. Él y su esposa eran enterrados al Cementerio Episcopal Trinidad en Galveston. No sé los sitios tumbas precisas, pero el Estado de Texas instaló un monumento en su memoria.
Ya que Williams no efectuó un testamento, se quedó un estado contestado que incluyó grandes tierras subdesarrolladas en adición a otras bienes de valores de 95,000 dólares.
Su hogar en Galveston, la Casa de Samuel May Williams, es en el Registro Nacional de Lugares Históricos.